# Fredy Scheim
Fredy Scheim (* 26. Dezember 1892 in Biel als August Ferdinand Scheim; † 5. Dezember 1957 in Zürich) war ein Schweizer Schauspieler.

## Werdegang
Fredy Scheim war der Sohn des Buchdruckers Gottfried Ludwig Scheim und der Rosina Lüdi. Er absolvierte eine Lehre als Bautechniker in einem Architekturbüro, hatte dann verschiedene Anstellungen. Als Unterhaltungskünstler fing er in Basel an und zog mit Erfolg durch zahllose Dorfkneipen. Mit Freddy Schulz und später mit Rudolf Bernhard bildete er ein erfolgreiches Duo auf der Bühne. Mit seinem eigenen Theater trat er bis zu seinem Tod in Revuen, Operetten und Possen auf. Daneben erfolgten auch Schallplattenaufnahmen. Während des Zweiten Weltkriegs tingelte er mit Lotti Krauss durch die Schweiz.
Scheim gab 1930 sein Filmdebüt im ersten Schweizer Tonspielfilm Bünzlis Großstadterlebnisse. Bis 1944 folgten weitere Dialektfilme, bei denen er meist selbst die Drehbücher schrieb. Die Dreharbeiten zum Film Schaggi der Vagabund oder Das Glück auf der Landstrasse musste 1939 aus Geldmangel abgebrochen werden. Die restaurierte Fassung des vorhandenen Filmmaterials wurde erstmals im Jahr 2000 am Internationalen Filmfestival von Locarno gezeigt. Unverwendetes Dokumentarfilmmaterial wurde in Extrazug – Chum lueg d’Heimet a! mit Spielszenen um Fredy Scheim und Rudolf Bernhard kombiniert. Sein Film De Chegelkönig lief 1953 auch in Deutschland und Österreich. In diesem spielten u.a Rudolf Bernhard, Max Knapp, Hermann Gallinger und Willy Ackermann.
Trotz einiger Filmerfolge liess seine Popularität nach dem Krieg nach. Erst in den 50er Jahren erhielt Scheim wieder Filmangebote. Der Produzent Félix Beaujon verpflichtete ihn für die deutschsprachige Fassung von Das Geheimnis vom Bergsee und S’Waisechind vo Engelberg. Auch Franz Schnyder und Kurt Früh setzten ihn in Nebenrollen ein. Einen Auftritt hatte er 1957 im Werbefilm Traum und Wirklichkeit. Im Film Glück mues me ha spielte er erstmals wieder eine Hauptrolle nach einer eigenen Vorlage.
Fredy Scheim war mit Maria Elisa Gasser verheiratet. Er starb an Herzversagen; seine letzte Ruhestätte fand er auf dem Friedhof Hönggerberg.

## Filmografie
- 1930: Bünzlis Großstadterlebnisse
- 1935: Ohä lätz! De Bünzli wird energisch!
- 1936: Meh’ Glück als Verstand
- 1939: Schaggi der Vagabund oder Das Glück auf der Landstrasse
- 1941: Extrazug – Chum lueg d’Heimet a!
- 1941: De Hotelportier
- 1942: Der Kegelkönig (De Chegelkönig)
- 1944: Postlagernd 212
- 1952: Das Geheimnis vom Bergsee
- 1953: Zwiespalt des Herzens (Die Venus vom Tivoli)
- 1955: … Und ewig ruft die Heimat (Uli der Pächter)
- 1956: S’Waisechind vo Engelberg
- 1956: In allen Gassen wohnt das Glück (Oberstadtgass)
- 1957: Sommerliebe am Bodensee
- 1957: Taxichauffeur Bänz
- 1957: Die Angst vor der Gewalt (Der 10. Mai)
- 1957: Glück mues me ha

## Tondokumente (Auswahl)
- Der Arbeitsscheue. Kristall No. 841 (Matr. C 1489)
- Der Ehemann. Kristall No. 841 (Matr. C 1490)
- In Sache Geld, 1. u. 2. Teil. Kristall No. 877 (Matr. C 4075, C 4076)
- Bim Tonfilm. Kristall No.879 (Matr. C 4080)
- Bünzlis erster Flug. Kristall No. 880 (Matr. C 4082)
- Bünzlis Eheleiden. Parlophon B. 35 020 (Matr. 102.005)
- Bünzli auf Brautschau. Parlophon B. 35 022 (Matr. 102.006)
- Bünzli bi dr Füürwehr. Odeon A 208.087 (Matr. G 2471)
- Dr Bünzli uf em Tram. Odeon A 208.033 (Matr. G 2122)
- Jugenderinnerungen Heiri Bünzlis. Odeon A 208.264 (Matr. G 2330)
- Rekrut Bünzli. Odeon A 208.264 (Matr. G 2332)
- Student Bünzli. Odeon A 208.177 (Matr. G 2783)
- Bünzlis Familie, 1. u. 2. Teil. Odeon A 208.087 (Matr. G 2466 und G 2785)
- Zahnweh. Elite Record M 5075 (Matr. 550) (Hörbeispiel auf YouTube)
- Mir isch das gliich. Elite Record M 5075 (Matr. 555)